# Miniopterus fraterculus
Miniopterus fraterculus — вид ссавців родини довгокрилових.

## Проживання, поведінка
Країна поширення: Кенія, Малаві, Мозамбік, Південно-Африканська Республіка, Есватіні, Танзанія, Замбія, Зімбабве. Сідала лаштує в печерах, закинутих шахтах, залізничних тунелів та інших подібних місцях проживання.
Період вагітності близько чотирьох з половиною тижнів, після чого одне дитинча народжується. Вид може мігрувати сезонно.

## Загрози та охорона
Немає серйозних загроз для цього виду. Цей вид, імовірно, присутній в багатьох охоронних територіях.